# Hybocodon unicus
Hybocodon unicus är en nässeldjursart som först beskrevs av Browne 1902.  Hybocodon unicus ingår i släktet Hybocodon och familjen Tubulariidae. Inga underarter finns listade i Catalogue of Life.